# Distretto di Arwal
Arwal è un distretto dell'India di 588 000 abitanti, che ha come capoluogo Arwal.